# Burakumin
I burakumin (部落民? lett. "abitanti dei villaggi") detti anche eta, sono un gruppo sociale giapponese storicamente segregato dal resto della società civile, e il burakumin mondai (部落民問題?) è il problema della loro assimilazione. Le origini della discriminazione dei burakumin vanno ricercate nello stigma attribuito a lavori tradizionalmente considerati impuri, quali la conciatura della pelle o la macellazione degli animali. Questo stigma affonda le sue radici sia nella religione tradizionale dello shintō, secondo il quale sono impure le attività che hanno a che fare col sangue e la morte, sia nel buddhismo, nella cui concezione l'uccisione di animali è considerata moralmente esecrabile.

## Il periodo Tokugawa
Secondo la teoria più diffusa, le origini delle comunità burakumin affondano nel blocco della mobilità sociale del periodo Tokugawa (1603-1868), che di fatto costringeva chi praticava un lavoro tradizionalmente considerato impuro a mantenerlo. Costoro erano considerati non umani e per questo non presenti nei censimenti, ma si calcola che la popolazione dei villaggi segregati in cui vivevano i fuori casta andò aumentando per tutto il periodo Tokugawa, fino alla costituzione, intorno alla metà del diciannovesimo secolo, di comunità autonome ben organizzate. Poco prima del periodo Meiji (1868-1912) le comunità burakumin subirono le maggiori discriminazioni, basate adesso non sull'occupazione dei membri, ma sulla loro discendenza.

## Il periodo Meiji
Il 1871 segnò un anno di svolta nella storia dei burakumin. Con l'abolizione degli han e dei privilegi feudali venne abrogato l'obbligo occupazionale legato alla classe d'appartenenza. Le condizioni dei burakumin, però, non migliorarono. I privilegi accordati loro durante il periodo Tokugawa, come la possibilità di amministrarsi autonomamente e l'esenzione dal pagamento delle tasse sulla terra, furono eliminati. Per i burakumin divenne impossibile aprire imprese, e sorsero nuove discriminazioni sul matrimonio, sul lavoro e sull'impiego. Sempre negli anni settanta dell'Ottocento, nelle comunità burakumin si formarono gruppi per discutere delle idee liberali del nascente Movimento per la libertà e i diritti del popolo. Il desiderio di creare un movimento su base nazionale portò nel 1903 alla prima conferenza nazionale dei burakumin, la Dai Nippon dōhō yūwakai (大日本同胞融和会?, Società per la conciliazione fraterna del Grande Giappone), a Ōsaka, alla quale parteciparono trecento persone da tutto il paese.

## Il periodo Taishō

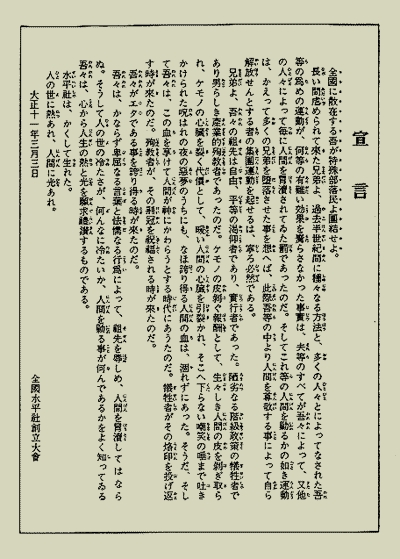
L'incipit del manifesto della Suiheisha

Furono gli sconvolgimenti politici e sociali del periodo Taishō a permettere l'organizzazione di una rete di movimenti, alla quale contribuì la partecipazione delle comunità burakumin ai moti per il riso del 1918. Nel 1922 fu istituita la Suiheisha (水平社, "associazione nazionale dei livellatori"), un'associazione formalmente apartitica ma influenzata dalle teorie marxiste, il cui manifesto esordiva con l'esortazione “Burakumin di tutto il paese, unitevi!”

## Il secondo dopoguerra
(Fosco Maraini)

### Le organizzazioniburakumin
Nel 1946, Matsumoto Jichirō, Asada Zennosuke e altri ex leader della Suiheisha crearono il Comitato nazionale per la liberazione dei burakumin con l'appoggio della maggior parte dei partiti di centro e sinistra. Durante l'occupazione rimase però difficile suscitare entusiasmo per la causa della liberazione dei burakumin. La situazione cambiò nel corso degli anni cinquanta, quando il movimento iniziò a lavorare a stretto contatto con le amministrazioni locali, ottenendo un reale miglioramento delle condizioni di vita dei burakumin attraverso finanziamenti e progetti urbanistici. Nel 1955 il Comitato nazionale cambiò nome in Lega per la liberazione dei burakumin (部落解放同盟 Buraku kaihō dōmei).

### Il Comitato per le politiche di assimilazione
Forte della sua influenza sulla politica nazionale, e in particolare sui partiti comunista e socialista, la Lega chiese la messa a punto di una strategia nazionale per il miglioramento delle condizioni di vita nelle comunità burakumin. Il dibattito sull'integrazione non coinvolse soltanto il mondo politico; negli anni 1957/1958 si discusse del burakumin mondai in radio e in televisione, e in un discorso dell'11 marzo 1958 il primo ministro Kishi Nobusuke 岸 信介 (1896-1987) espresse il desiderio che le discriminazioni cessassero. Nell'ottobre di quell'anno il Partito Liberal Democratico, allora al governo, fondò il Comitato per le politiche di assimilazione (dōwa 同和) in risposta a una petizione della Lega, e nel 1959 propose l'erogazione di fondi governativi a comunità modello. I partiti all'opposizione considerarono questa manovra una mera concessione simbolica, ma la fine degli anni cinquanta segnò un incremento nella concessione di fondi governativi alle comunità dei burakumin. Il Partito Liberal Democratico acconsentì infine nel 1960 alla creazione di una commissione speciale d'inchiesta sul burakumin mondai, a lungo richiesta dal Partito socialista.
I risultati dell'inchiesta furono pubblicati nell'agosto del 1965, divisi in due sezioni. La prima parte era costituita da una breve storia del burakumin mondai, in cui si specificava fra le altre cose che i burakumin non erano etnicamente distinti dal resto della popolazione giapponese. Nella seconda parte erano esposti i risultati dell'inchiesta veri e propri, ottenuti sia da dati precedentemente esistenti che da inchieste appositamente commissionate. In essa si evidenziava come i buraku fossero sprovvisti di un sistema fognario adeguato e di illuminazione stradale, come i terreni su cui erano eretti fossero soggetti ad allagamento e la scolarizzazione fosse al di sotto della media nazionale. Dal punto di vista lavorativo, l'alto tasso di disoccupazione e precarietà faceva sì che la sopravvivenza delle comunità dipendesse quasi esclusivamente dal sostegno del governo centrale.

### LaDōwa taisaku tokubetsu sochihō
Nel 1965 i risultati dell'inchiesta portarono alla scrittura della Dōwa taisaku tokubetsu sochihō 同和対策特別措置法 (Legge sulle misure speciali per i progetti di assimilazione). Queste misure furono inizialmente concepite sotto forma di un piano decennale che toccava sette categorie: il miglioramento dell'ambiente fisico, il welfare, la promozione di pesca e agricoltura, la promozione della creazione di piccole e medie imprese, il lavoro, la scolarizzazione e i diritti umani.
Poiché nei buraku vivevano anche coreani e giapponesi poveri, nacque l'esigenza di stabilire chi dovesse beneficiare del programma. Il Partito comunista avrebbe voluto estendere le misure anche ai residenti non burakumin, ma la Lega si batté perché fossero solo questi ultimi a ottenere i fondi governativi. Sorse dunque il problema di come identificare le famiglie burakumin. La redazione di liste era fuori discussione, perché avrebbe potuto essere utilizzata in futuro a scopi discriminatori. Si decise dunque che nella aree in cui sarebbero state messe in atto le misure un comitato di membri della Lega e dell'amministrazione locale esaminasse i candidati.
Le misure, sebbene con variazioni regionali, erano costituite da tre tipi di programmi: creazione di infrastrutture, erogazione di sussidi e progetti legati all'educazione. Questi programmi furono rinnovati nel 1973, e in seguito ogni cinque anni fino al 2002.

### L'incidenteTokushu Buraku Chimei Sōkan
Nel 1975 si verificò il cosiddetto incidente "Tokushu buraku chimei sōkan". Si scoprì che in tutto il paese, mediante un sistema di vendita per corrispondenza, erano state vendute copie di un libro, scritto a mano, dal titolo Tokushu buraku chimei sōkan (特殊部落地名総鑑 Lista comprensiva dei nomi delle aree buraku). Aziende come Toyota, Honda e Nissan Motor, oltre che privati, usarono il libro per decidere se assumere o meno un dipendente. La produzione e la vendita del testo furono proibiti.

## Dopo il 2002
La fine dei progetti di assimilazione nel 2002 non coincise con la totale risoluzione del burakumin mondai. Sebbene in sondaggi governativi i due terzi dei burakumin intervistati abbiano dichiarato di non aver subito discriminazioni, le organizzazioni per i diritti umani denunciano una ripresa delle discriminazioni, favorita dall'immagine dei burakumin diffusa dai media e dalla maggiore disuguaglianza fra ricchi e poveri. La discriminazione sia in ambito lavorativo che matrimoniale è resa più semplice dalla circolazione di liste clandestine delle famiglie burakumin anche su internet, e la diffusione di siti di propaganda discriminatoria è sempre maggiore. La discriminazione si estende inoltre anche alle famiglie non-burakumin che risiedono nella stessa area.

## Proposte per una soluzione a lungo termine
La soluzione a lungo termine del burakumin mondai come richiesta dalle organizzazioni per i diritti dei burakumin è quella di varare un progetto di legge che impedisca la discriminazione, risarcendo chi ne è vittima, stabilendo un modello giuridico per i casi di discriminazione, obbligando il governo ad agire nelle aree toccate dal problema e a firmare la Convenzione sulla discriminazione (impiego e professione) dell'Organizzazione internazionale del lavoro.
Anche se un drastico intervento legale è senza dubbio un passo decisivo verso lo sradicamento di forme di discriminazione di tipo culturale, come quella dei burakumin in Giappone, una soluzione definitiva si potrà avere solo quando si sarà prodotto anche un cambiamento radicale nella percezione sociale della maggioranza della popolazione.

## Nell'arte
Lo scrittore Shimazaki Tōson ha raccontato la vicenda dei burakumin nel libro La promessa infranta (Hakai) un romanzo del 1908 da cui è stato tratto anche il film La colpa del 1962.
Nell'episodio 7 della terza stagione di Dr. House - Medical Division il protagonista Gregory House rivela che la sua passione per la medicina è inizialmente nata dopo aver assistito all'intervento di un medico buraku su un suo amico che si era infortunato durante una scalata in montagna quando a 14 anni si trovava in Giappone con la famiglia.